# Tajemnica i melancholia ulicy
Tajemnica i melancholia ulicy (wł. Misterio e malinconia di una strada, ang. Melancholy and Mystery of a Street) – obraz Giorgia de Chirico namalowany w 1914, w okresie malarstwa metafizycznego. 

## Opis i interpretacja
Ostre, śródziemnomorskie słońce dzieli obraz na dwie części, jedną pogrążoną w cieniu a drugą w słońcu. W tej jasnej, po lewej stronie,  biegnie dziewczynka z kołem w kierunku cienia rzucanego przez jakąś, niewidoczną na obrazie, postać. Ponad nią rozciąga się długi, biały budynek z arkadami, zakończony zaokrągloną basztą. Z prawej strony, w cieniu budynku, stoi pusty wagon kolejowy. 
Obraz ma charakter marzenia sennego. Przedstawione miasto jest opustoszałe i nieruchome, sprawiające wrażenie jakby wyciekło z niego wszelkie życie. Sztywne bryły budynków rzucają długie, martwe cienie – refleksy zielonego nieba. Motyw architektury z arkadami był częsty u de Chirico w tamtym czasie, stanowił on wspomnienie struktur budowli miejskich Turynu i Florencji, miast, w których malarz widział “charakter metafizyczny” ze względu na ich uporządkowaną geometrię przestrzenną. Arkady budynków wydają się bardzo odpowiednie na ukrywania tajemnic, może boskich, które nie mają ochoty się ujawnić. Silne kontrasty między światłem i cieniem podkreślają jeszcze bardziej zagadkową nieobecność istot ludzkich, jakby uwięzionych w ciasnocie niedostępnych miejsc. 
De Chirico osiągnął efekt ”niesamowitości” zręcznie manipulując przestrzennymi sprzecznościami. Perspektywy kolumnad dwóch budynków są wzajemnie sprzeczne; jeżeli budynek z lewej, położony wyżej wyznacza horyzont, to budynek z prawej stoi poniżej poziomu gruntu. Jeżeli natomiast budynek z prawej przyjąć za podstawę perspektywy, to horyzont wypada gdzieś w środku obrazu a biegnąca w górę, wzdłuż kolumnady ulica stanowi tylko zdradliwy miraż wiodący dziewczynkę z kołem do upadku w nicość.
De Chirico powrócił jeszcze raz do tego tematu sporządzając (prawdopodobnie  latach 60. XX w.) kopię obrazu, zatytułowaną Tajemnica i melancholia ulicy, dziewczynka z kółkiem (wł. Misterio e malinconia di una strada, fanciulla con cerchio, antydatowaną 1948). W porównaniu z oryginałem z 1914 arkady budynku z lewej strony są mniejsze, cień rzucany przez niewidoczną figurę pozbawiony jest rąk, zaś wagon z prawej strony nie ma kół. Temat nieobecności wydaje się przenikać każdy szczegół obrazu – postać dziewczynki, wydłużony cień figury za budynkiem czy zawadzający wagon kolejowy.